# Cristal (gaseosa)
Cristal es una marca de gaseosa mexicana elaborada en la ciudad de Mérida del estado de Yucatán y embotellada por Compañía Embotelladora del Sureste, S.A. de C.V. Originalmente sus bebidas eran envasadas en botellas de vidrio y luego en envases desechables de PET y lata de aluminio.

## Historia
Hasta la década de 1970 el mercado regional era dominado por Sidra Pino y Pepsi, sin embargo esta última se retiraría del mercado durante unos años y fue en ese entonces cuando una familia de apellido Ponce crea su propia marca llamada "Cristal". En los últimos años ha incursionado en agua purificada cubriendo la Península de Yucatán, Chiapas, Tabasco, Veracruz y Oaxaca,
Actualmente Cristal es propietaria por Embotelladora Bepensa, bajo la licencia de Coca Cola México para The Coca-Cola Company.

## Productos
Su producción principal:
- Cristal en sabores
  - Negra (Vainilla)
  - Cebada
  - Fresa
- Cristal Mix en sabores
  - Fresa Con Kiwi
  - Durazno Con Manzana
  - Citrus Vid
- Te Cristal
- Agua Purificada Cristal (basado por Agua Purificada Ciel)
- Agua Mineral Cristal Mineralizada (basado por Ciel Mineralizada)

### Productos Descontinuados
- Sabor Toronja (fue descontinuado a favor de Fresca) era mucho mejor para mezclar con bebidas, era menos dulce.
- Sabor Naranja (fue descontinuado a favor de Fanta) aunque tenía mucho mejor sabor.
- Sabor Manzana (fue reemplazado a Cristal Mundet)
- Agua Mineral Cristal (fue reemplazado a Cristal Mineralizada, basado por Ciel Mineralizada)
- Cristal Mundet Sabor Manzana (fue descontinuado a favor de Sidral Mundet)